# Oscar Edelstein
Oscar Edelstein (* 12. Juni 1953) ist ein argentinischer Komponist und Musikpädagoge.
Edelstein studierte zwischen 1970 und 1986 Komposition, Orchestrierung, Musikanalyse elektroakustische Musik und neue Technologien bei Musikern wie José Maranzano, Mariano Etkin und Francisco Kröpfl. Er war zwischen 1974 und 1977 Stipendiat des Centro de Investigaciones en Ciencia, Material, Arte y Tecnología (C.I.C.M.A.T.), arbeitete 1985/86 im Laboratorio de Investigación y Producción Musical (L.I.P.M.) und betrieb zwischen 1989 und 1991 das von der Fundación Antorchas finanzierte Projekt Estudio y Aplicación de los medios digitales en la Composición Musical. Am Centro de Investigación Musical der Universidad de Buenos Aires leistete er Pionierarbeit auf dem Gebiet der Computermusik und des Einsatzes künstlicher Intelligenz bei der Komposition.
Seit 1995 ist Edelstein Professor für Komposition, Orchestration und elektronische Musik an der Universidad Nacional de Quilmes. 1997 gründete er das Ensamble Nacional del Sur (ENS), dessen Aufführungen von der Fachkritik als bedeutendstes musikalisches Ereignis des Jahrzehnts und Höhepunkt der experimentellen Musikproduktion in Argentinien gelobt wurden. Für das Ensemble komponierte er die Trilogie Klange Urutau (1997), El Hecho (1998) und La Grilla Acústica (2002). Für die Oper El Telescópio erhielt er 1992 einen Preis der Fundación Antorchas. Weitere Musiktheaterwerke waren El Tiempo - La Condena (1999) und Muñecas Ciegas (2002). In Zusammenarbeit mit Silvia Pritz entstanden Werke wie Tangos Científicos, El otro orden und Temblor de Fe.

## Quelle
- Alternativa Teatral - Oscar Edelstein

| Personendaten    | Personendaten                              |
| ---------------- | ------------------------------------------ |
| NAME             | Edelstein, Oscar                           |
| KURZBESCHREIBUNG | argentinischer Komponist und Musikpädagoge |
| GEBURTSDATUM     | 12. Juni 1953                              |